# Bakung (Kronjo)
Bakung is een bestuurslaag in het regentschap Tangerang van de provincie Banten, Indonesië. Bakung telt 7404 inwoners (volkstelling 2010).